# Hercostomus stanfordi
Hercostomus stanfordi är en tvåvingeart som beskrevs av Harmston och Frank Hall Knowlton 1940. Hercostomus stanfordi ingår i släktet Hercostomus och familjen styltflugor.
Artens utbredningsområde är Utah. Inga underarter finns listade i Catalogue of Life.